# シャパレ
シャパレ（ཤ་བག་ལེབ།, sha phaley）は、チベット料理の一つ。パンに下味を付けた肉とキャベツを詰めて半円形か円形に成形したあと、地域ごとの製法に応じて揚げたり、餃子のようにフライパンで焼いたりしたもの。